# أغسطس سايمور بورتر
أغسطس سايمور بورتر (بالإنجليزية: Augustus Seymour Porter) هو محامي وسياسي أمريكي، ولد في 18 يناير 1798 في كاناندياجو في الولايات المتحدة، وتوفي في 18 سبتمبر 1872 في نياجارا فولز في الولايات المتحدة. حزبياً، نشط في حزب اليمين. وقد انتخب عمدة ديترويت، ميشيغان (1838 – 14 مارس 1839) وانتخب عمدة ديترويت وانتخب عضو مجلس الشيوخ الأمريكي (20 يناير 1840 – 4 مارس 1845).